# توي فيتي
توي فيتي أو تويفيتي (بالإنجليزية: Tui Fiti or Tuifiti)‏ هو اسم الشكل المشار إليه في الأساطير المختلفة في الأساطير الساموية وفي أجزاء أخرى من بولينيزيا. في قصص أخرى، تعني كلمة توي فيتي "Tui Fiti": «الرئيس الأعلى لفيتي». وهو روح إلهي مقدس.